# Nadjim Abdou
Pour les articles homonymes, voir Abdou.
Nadjim Abdou, né le 13 juillet 1984 à Martigues, est un footballeur international comorien. Il évoluait au poste de milieu de terrain.

## Biographie
En fin de contrat avec le CS Sedan-Ardennes, il signe en août 2007 un contrat d’un an avec le club de deuxième division anglaise de Plymouth Argyle.

## Carrière
- 2002-2003 :  FC Martigues
- 2003-2007 :  CS Sedan-Ardennes
- 2007-2008 :  Plymouth Argyle
- 2008-2018 :  Millwall
- 2017-2018 (prêt) :  AFC Wimbledon
- 2018-2022 :  FC Martigues[1]

## En sélection
Nadjim Abdou est un international comorien. Sa première sélection était le 9 octobre 2010 (Comores- Mozambique 0-1). Depuis le match face à la Libye le 5 juin 2011 à Mitsamiouli, il devient le capitaine de la sélection à la suite de la suspension du gardien Mahamoud Mroivili.

## Statistiques
À l'issue de la saison 2009-2010
- 17 matchs et 0 but en Ligue 1
- 63 matchs et 2 buts en Ligue 2
- 31 matchs et 1 but en 2e division anglaise
- 79 matchs et 4 buts en 3e division anglaise